# Vympel R-37
El Vympel R-37 (en ruso: Вымпел Р-37, Designación OTAN: AA-X-13/AA-13 Arrow) es un Misil Aire-Aire ruso con un gran alcance. También se le suele designar como K-37, Izdeliye 610 y R-VD (Raketa-Velikaya Dalnost, "Misil de muy largo alcance"), y la designación OTAN en clave 'Axehead' y 'Andi'.
Fue diseñado para derribar los aviones AWACS y C4ISTAR manteniendo el avión lanzador fuera del alcance de los escoltas de la aeronave enemiga. Su primera prueba fue desde un MiG-31M, el R-37 no es el sustituto del Vympel R-33; al contrario, el R-37 ha sido diseñado para su uso en el Su-35BM, Su-57, y otros cazas futuros.

## Diseño
El R-37 fue desarrollado a partir del R-33 para compatibilidad con los aviones que no tenían el sofisticado radar del MiG-31, el buscador semi-activo fue reemplazado por una variante del buscador activo Agat 9B-1388; los frenos de la mitad del cuerpo mejoran la elevación y, por lo tanto, el alcance, y los controles de cola abatibles permiten el transporte semi-conformado en aviones que no son tan grandes como el MiG-31. Según Defence Today, el alcance depende del perfil de vuelo, desde 80 millas náuticas (150 km) para un disparo directo hasta 215 millas náuticas (398 km) para un perfil de planeo de crucero. Según Jane, hay dos variantes, el R-37 y el R-37M; este último tiene un propulsor de cohetes desechable que aumenta el rango a "300-400 km" (160-220 nm).
La designación R-37M se ha utilizado desde entonces para una variante modernizada del misil, también conocida como RVV-BD (Raketa Vozduh-Vozduh Bolyshoy Dalnosty o misil aire-aire de largo alcance). El alcance del R-37M supera los 200 km y es capaz de alcanzar una velocidad hipersónica (~Mach 5) en la etapa final de su vuelo. Será transportado por los interceptores modernizados MiG-31BM y los cazas polivalentes Su-35S y Sukhoi Su-57. No se sabe si el misil aire-aire de largo alcance para el Sukhoi Su-57, denominado izdeliye 810, es un derivado del R-37M.
El misil puede atacar objetivos que varían en altitud entre 15 y 25,000 metros. Los misiles pueden ser guiados de forma semiactiva o activa a través del sistema Agat 9B-1388.

## Historia
El misil se diseñó a principios de la década de 1980 y se lanzó por primera vez en 1989. La prueba del R-37 continuó durante la década de 1990. En 1994, una ronda de prueba marcó una muerte a un alcance de 300 km, sin embargo, el programa parece haberse abandonado alrededor de 1998 por motivos de costo.
El trabajo en el misil parece haberse reiniciado a fines de 2006, como parte del programa MiG-31BM para actualizar el interceptor con un nuevo radar y capacidad de ataque terrestre.
En 2018, el R-37M había terminado sus pruebas de validación operacional.

### Historia operacional

#### Guerra de Ucrania
Desde el comienzo de la Guerra en Ucrania, la Fuerza Aérea Rusa ha usado los misiles R-37M en sus cazas de combate Su-35S, interceptores MiG-31BM y los cazas furtivos Su-57. 
Según algunos medios rusos, el R-37M fue usado el 19 de octubre de 2022 por un Su-57 contra un caza Sukhoi Su-27 de la Fuerza Aérea de Ucrania, siendo esta su primera baja aérea para el caza furtivo.
Los informes de Zvezda TV han grabado el Su-35 llevando el R-37, aparentemente como parte de una carga de combate aéreo. En esta configuración, la nave lleva dos R-73 en el pilón central del ala, dos R-77 colgados debajo de las góndolas del motor y dos R-37 en los puntos duros entre los motores, con la opción de llevar algunos misiles más, como un misil antirradar Kh-31.
El R-37M ha sido, desde octubre de 2022, la principal amenaza contra la Fuerza Aérea de Ucrania. La Fuerza Aérea de Ucrania tiene una falta significativa de misiles tipo "dispara y olvida". Los cazas ucranianos usan principalmente los misiles Vympel R-27, tanto el R-27ER guiado por radar como el R-27ET guiado por infrarrojos, el alcance del R-27ET es de 60 millas. El piloto ucraniano debe de localizar y enganchar el avión ruso con su radar para guiar el misil hacia el objetivo. Los pilotos rusos disponen de radares activos, misiles "dispara y olvida", Vympel R-77, que les dan a los pilotos rusos la capacidad de lanzar sus misiles y luego tomar medidas evasivas. Los pilotos ucranianos se vieron obligados a "explotar el desorden del suelo y el enmascaramiento del terreno para acercarse lo suficiente como para disparar antes de ser atacados".
Durante los primeros tres días de la guerra ambos bandos perdieron aviones. Los ucranianos los reemplazaron con fuselajes más antiguos que tras varias reparaciones hechas han logrado poner en vuelo aviones más antiguos. Sin embargo, la Fuerza Aérea Rusa recurrió al MiG-31 con el misil R-37M que tiene un alcance de 200 millas. Combinado con su radar superior, en el MiG-31, la Fuerza Aérea de Ucrania ha comenzado a perder más aviones. Un informe del Royal United Services Institute afirma que en octubre unos seis R-37M fueron disparados contra la Fuerza Aérea de Ucrania al día. El Su-35S también se ha armado para usar el R-37M. Cuatro MiG-31 también fueron desplegados en Península de Crimea. Debido a la protección ofrecida por el alcance de los misiles R-37M, Ucrania se ha visto obligada a intentar atacar las bases aéreas directamente para destruir los MiG-31 con el ataque anterior al ataque a la base aérea de Belbek y un intento de ataque con aviones no tripulados en agosto. Sólo un MiG-31 se ha perdido debido a un accidente.
En agosto, las fuerzas rusas mantuvieron una patrulla aérea de combate de un par de Su-35S o MiG-31 en la estación para derribar aviones ucranianos. Desde que las fuerzas ucranianas lanzaron una contraofensiva en agosto, han perdido "cuatro MiG-29, seis Su-25, un Su-24 y un Su-27". El Royal United Services Institute ha acreditado la mayoría de las muertes al R-37M escribiendo: "El VKS ha estado disparando hasta seis R-37M por día durante octubre. La velocidad extremadamente alta del arma, junto con un alcance efectivo muy largo y un buscador diseñado para atacar objetivos de baja altitud, hace que sea particularmente difícil de evadir". 
Un piloto ucraniano de MiG-29, durante una entrevista, ha llamado al R-37M "jodidamente peligroso". Aunque la amenaza del misil se puede reducir cambiando de táctica. Ha afectado la capacidad de los pilotos ucranianos para realizar sus misiones: "Por supuesto, si estás maniobrando, no podemos proporcionar un ataque aéreo u otra cosa ..." "Sin embargo, si el piloto no presta atención a su receptor de advertencia de radar y responde a tiempo, entonces están "muertos". Como el R-37M usa un radar Doppler, una de las tácticas que usan los ucranianos, se sugiere, ya que los pilotos ucranianos no comentan detalles, es reducir la velocidad y perder altitud en una inmersión. Reforzando el hecho de la desventaja de los aviones ucranianos en combate.

## Armas similares
- Vympel R-33
- AIM-54 Phoenix
- PL-21
- MBDA Meteor